# HD34018
HD34018 — хімічно пекулярна зоря спектрального класу A2, що має видиму зоряну величину в смузі V приблизно  7,5.
Вона  розташована на відстані близько 678,1 світлових років від Сонця.